# Cuirasatul japonez Yamato

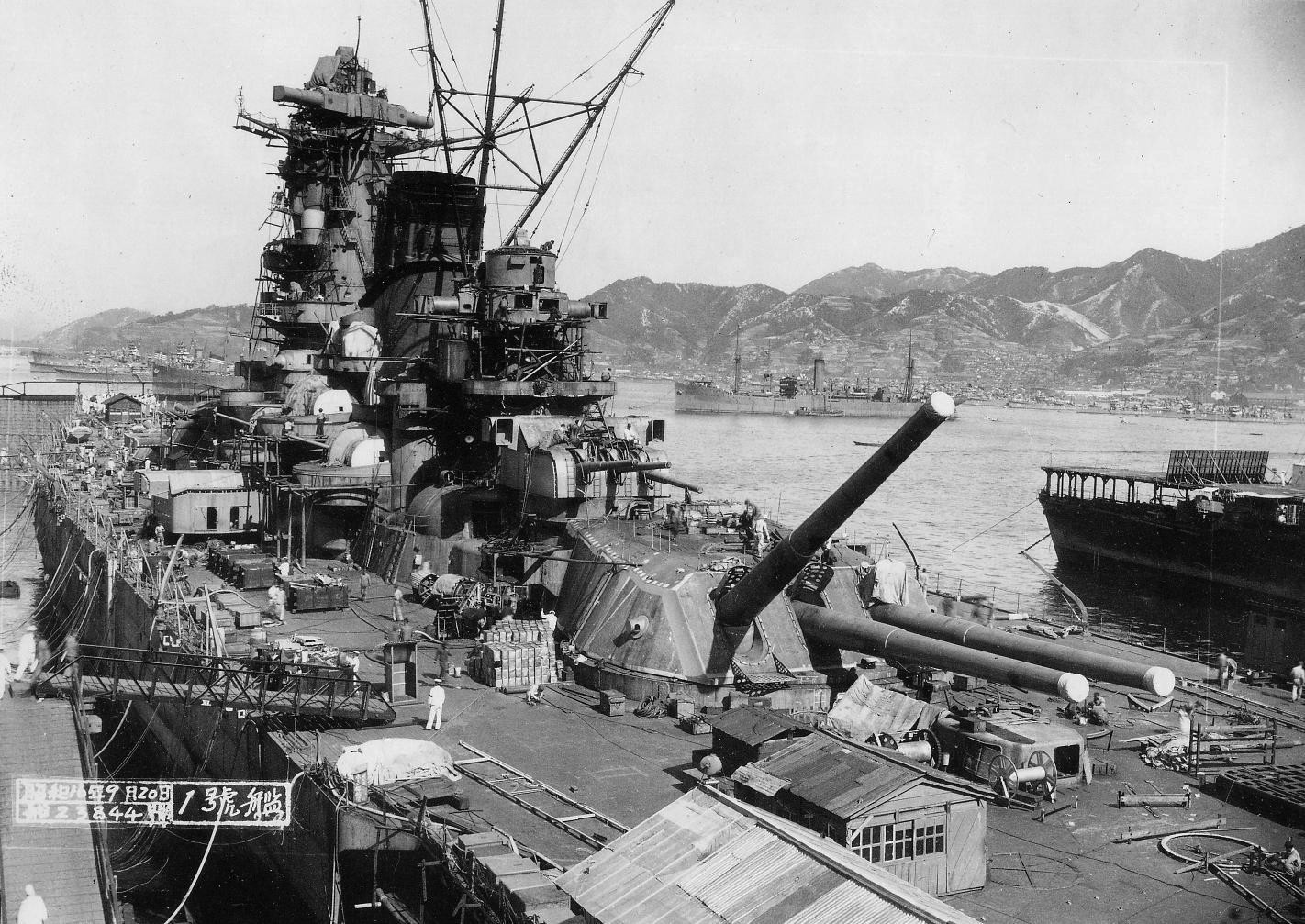
Vasul de război „Yamato” în timpul construcției

Cuirasatul japonez Yamato (大和), numit după antica provincie japoneză Yamato, a fost un cuirasat din clasa Yamato care a servit Marina Imperială Japoneză în timpul celui de-Al Doilea Război Mondial. Această navă și nava soră a ei, Musashi, au fost navele de luptă cele mai grele și mai puternic înarmate construite vreodată, cu un deplasament de 72.800 de tone la sarcină maximă și înarmate cu nouă tunuri principale de calibrul 46 cm. Cu toate acestea, nici aceste cuirasate nu au supraviețuit războiului.
Inaugurat în mod oficial la o săptămână după atacul de la Pearl Harbor la sfârșitul anului 1941, Yamato a fost conceput pentru a contracara numeric superioara și vasta flotă de cuirasate din Statele Unite, principalul rival al Japoniei din Pacific. De-a lungul anului 1942 ea a servit drept navă amiral a Flotei Combinate Japoneze, și în iunie 1942 amiralul Isoroku Yamamoto înlocuita ca emblemă a flotei după dezastruoasa Bătălie de la Midway. Musashi a preluat funcția de navă amiral a Flotei Combinate la începutul anului 1943, și Yamato și-a petrecut restul de ani și o mare parte din 1944 circulând către bazele navale majore japoneze din Truk și Kure, ca răspuns la amenințările americane. Deși ea a fost prezentă la Bătălia din Marea Filipinelor în iunie 1944, Yamato nu a jucat nici-un rol în luptă. Singura dată când ea a tras cu tunurile ei principale în țintele teritoriului inamic a fost în octombrie 1944, când a fost trimisă să atace forțele americane invadatoare Filipine în timpul Bătăliei din Golful Leyte.
În anul 1944 echilibrul de forțe navale din Pacific s-a întors decisiv împotriva Japoniei și, până la începutul anului 1945, flota japoneză a fost mult mai sărăcită și amenințată de lipsa combustibilului în insulele de japoneze, limitând posibilitatea de mișcare a flotei. În aprilie 1945, într-o încercare disperată de a încetini înaintarea aliată, Yamato a fost trimis într-o călătorie cu sens unic la Okinawa, unde i s-a ordonat să apere insula de invazia americane și să lupte până la distrugere. Deplasarea sa a fost deranjată și încetinită la sud de insula Kyushu de submarine și avioane americane, și la 7 aprilie a fost atacată și scufundată de bombardiere și bombardiere torpiloare cu pierderea celor mai mulți dintre membrii echipajului ei.

## Proiectare și construcție

### Armament
- 9 tunuri de 46 cm amplasate pe trei turele (2774 t);
- proiectile: greutate 1460Kg;
- Viteza la gura țevii 780 m/s;
- Distanța max. 42050 m
- Altitudine max.11900 m
- două turele triple de 15,5 cm
- 12 tunuri de 12,7 cm
- 152 tunuri antiaeriene de 25 mm (După succesive modernizări până în 1945)
- 4 mitraliere de 13 mm
- 6 hidroavioane tip F1 M2 PETE sau 13 A 1 JAKE lansate de două catapulte de 19,5 m
- două bărci 17 m /150 CP
- o barcă 15 m /150 CP
- o barcă 11 m /60 CP
- 4 bărci 12 m /30 CP
- o barcă 8 m /10 CP
- 4 bărci 9 m
- o barcă 6 m
- Toate bărcile erau depozitate în compartimente sub punte pentru a fi protejate de fluxul tunurilor principale.

Se presupune că ar fi avut și două tuburi lanstorpile de 61 cm sub nivelul apei.

## Caracteristici tehnice
- Lungime: 266 m
- Lățime: 38.9 m
- Viteză: 27.46 noduri
- Raza de întoarcere 320 m
- Greutate totală: 70209 t din care 21607 t blindaj
- Putere:  turbină de propulsie de 150000 CP (abur la 325 C și 25 Kg/cmp)
- Consum: 62700 Kg/h la viteză maximă
- Radar tip 21 KAI 3 /25 - 30 KW/raza 120 Km grup de avioane sau 70 Km un avion
- Sonar